# Pierre Messiaen
Pierre Messiaen (Wervicq-Sud, 13 de marzo de 1883-Orange, 26 de junio de 1957) fue un profesor francés, traductor y estudioso de la literatura inglesa, conocido especialmente por sus versiones y análisis de las obras de Shakespeare.
Pierre Messiaen enseñó la lengua inglesa en un liceo de Nantes, en el Liceo Carlomagno de París y en la universidad privada del Instituto Católico de París. Especialista en el teatro isabelino, publicó una traducción de las obras completas de Shakespeare, acompañada de comentarios, artículos y análisis sobre escritores y poetas franceses. 
Estuvo casado con la poeta Cécile Sauvage, con la que tuvo dos hijos: el poeta Alain Messiaen y el compositor Olivier Messiaen.

## Publicaciones

### Traducciones
- William Blake: Chansons d’Innocence, traducción de 19 poemas de William Blake, Saint-Étienne, Édition de l’Amitié, 1934.
- William Shakespeare: Les Comédies. Nouvelle traduction française avec remarques et notes, Éd. Desclée de Brouwer, 1939, 1478 pp.
- William Shakespeare:  Les Tragédies. Nouvelle traduction française avec remarques et notes, Éd. Desclée de Brouwer, 1941, 1556 pp.
- William Shakespeare:  Les Drames historiques et les poèmes lyriques. Nouvelle traduction française avec remarques et notes, Éd. Desclée de Brouwer, 1943, 1533 pp.
- William Shakespeare: Les comédies ; remarques sur les comédies et leur auteur, Éd. Desclée de Brouwer, 1960, 145 pp.
- William Shakespeare : Traduction en 3 volumes: les tragédies; les comédies; les drames historiques. Introducción y comentarios. Dirección José Axelrad. Éd. Lausanne, la Guilde du Livre / Desclée de Brouwer 1964. 1273 pp, 1149 pp y 999 pp.
- John Milton: Le Paradis perdu, introducción, traducción y notas, París, Éd. Aubier/Montaigne, 1951.
- Walt Whitman: Choix de poèmes, París, Éd. Aubier, 1951.
- Les Romantiques anglais [texto bilingüe inglés-francés]. Obras de Blake, Burns, Byron, Coleridge, Keats, Shelley, Wordsworth. Éd. Desclée de Brouwer, 1955, 905 pp.
- John Dewey: Liberté et culture, París, Éd. Aubier, 1955.
- Emily Dickinson: Poèmes choisis, París, Éd. Aubier, 1956.
- Paul de Jaegher: La Vertu d'amour, médidations, Éd. Desclée de Brouwer, 1956.

### Estudios
- Gérard de Nerval, Éd. Morainville, 1945, 166 pp.
- Sentiment chrétien et poésie française : Baudelaire, Verlaine, Rimbaud, Éd. La Renaissance du livre, 1947, 252 pp.
- Théâtre anglais, moyen âge et XVIe : prédécesseurs et contemporains de Shakespeare, Éd. Desclée de Brouwer, 1948, 1332 pp.
- VV.AA.: La littérature catholique à l'étranger, anthologie, París, Éd. Alsatia, 1948, Tomo 1.

### Otras obras
- Images [memorias], Éd. Desclée de Brouwer, 1944, 346 pp.